# Tornei di tennis femminili nel 1915
Prima della nascita del WTA Tour, ossia l'apertura alle tenniste professioniste dei tornei che prima di quell'anno erano riservati alle tenniste dilettanti, tutti gli eventi più importanti erano amatoriali, tra questi c'erano i tornei del Grande Slam. A causa della prima guerra mondiale la maggior parte dei tornei furono cancellati, gli altri si disputarono lontano 
dagli scenari bellici: tra questi c'era lo U.S. National Championships unico torneo dello Slam disputato durante la guerra.

## Gennaio
Nessun evento

## Febbraio
Nessun evento

## Marzo
Nessun evento

## Aprile
Nessun evento

## Maggio
| Settimana | Torneo                                                                            | Vincitore                                            | Finalista                       | Semifinalisti | Eliminati ai quarti |
| --------- | --------------------------------------------------------------------------------- | ---------------------------------------------------- | ------------------------------- | ------------- | ------------------- |
| 14 maggio | Metropolitan Grass Court Championships 1915 New York, USA Erba Singolare - Doppio | Molla Bjurstedt 6-3 6-1                              | Maud Barger-Wallach             |               |                     |
| 14 maggio | Metropolitan Grass Court Championships 1915 New York, USA Erba Singolare - Doppio | Clover Boldt Miles Helen Homans McLean 6-2 6-1       | Molla Bjurstedt Florence Ballin |               |                     |
| 14 maggio | Metropolitan Grass Court Championships 1915 New York, USA Erba Singolare - Doppio | Doppio misto: Fred Inman Molla Bjurstedt 3-6 6-4 6-1 | Dean Mathey Helen Homans McLean |               |                     |

## Giugno
| Settimana | Torneo                                                                   | Vincitore                               | Finalista                  | Semifinalisti | Eliminati ai quarti |
| --------- | ------------------------------------------------------------------------ | --------------------------------------- | -------------------------- | ------------- | ------------------- |
| 12 giugno | U.S. National Championships 1915 Filadelfia, USA Erba Singolare - Doppio | Molla Bjurstedt 4-6, 6-2, 6-0           | Hazel Hotchkiss            |               |                     |
| 12 giugno | U.S. National Championships 1915 Filadelfia, USA Erba Singolare - Doppio | Hazel Wightman Eleonora Sears 10-8, 6-2 | Helen McLean G. L. Chapman |               |                     |

## Luglio
| Settimana | Torneo                                                                          | Vincitore                                           | Finalista                 | Semifinalisti | Eliminati ai quarti |
| --------- | ------------------------------------------------------------------------------- | --------------------------------------------------- | ------------------------- | ------------- | ------------------- |
| 5 luglio  | US Clay Court Championships 1915 Pittsburgh, USA Terra rossa Singolare - Doppio | Molla Bjurstedt 3-6 6- 6-3                          | Hazel Hotchkiss           |               |                     |
| 5 luglio  | US Clay Court Championships 1915 Pittsburgh, USA Terra rossa Singolare - Doppio |                                                     |                           |               |                     |
| 5 luglio  | US Clay Court Championships 1915 Pittsburgh, USA Terra rossa Singolare - Doppio | Doppio misto: Hazel Wightman Harold Johnson 6-2 6-0 | Clare Cassel Percy Siverd |               |                     |

## Agosto
Nessun evento

## Settembre
Nessun evento

## Ottobre
| Settimana  | Torneo                                                 | Vincitore                                           | Finalista                     | Semifinalisti | Eliminati ai quarti |
| ---------- | ------------------------------------------------------ | --------------------------------------------------- | ----------------------------- | ------------- | ------------------- |
| 1º ottobre | Longwood Bowl 1915 Boston, USA Erba Singolare - Doppio | Molla Bjurstedt 6-2, 6-2                            | Edith Rotch                   |               |                     |
| 1º ottobre | Longwood Bowl 1915 Boston, USA Erba Singolare - Doppio | Eleonora Sears Hazel Wightman 7-5 6-3               | Molla Bjurstedt Ann Sheafe    |               |                     |
| 1º ottobre | Longwood Bowl 1915 Boston, USA Erba Singolare - Doppio | Doppio misto: Hazel Wightman Harold Johnson 6-0 6-0 | Molla Bjurstedt Irving Wright |               |                     |

## Novembre
Nessun evento

## Dicembre
Nessun evento

## Senza data
| Settimana | Torneo                                               | Vincitore     | Finalista                 | Semifinalisti | Eliminati ai quarti |
| --------- | ---------------------------------------------------- | ------------- | ------------------------- | ------------- | ------------------- |
|           | Indian Championships 1915 , India Singolare - Doppio | Irene Peacock | non conosciuta (bandiera) |               |                     |
|           | Indian Championships 1915 , India Singolare - Doppio |               |                           |               |                     |